# Nitella flexilis
Espèce
Synonymes
- Chara flexilis Linnaeus, 1753[2]
- Chara furculata H.G.L.Reichenbach, 1834[2]
- Nitella chilensis A.Braun[2]
- Nitella flexilis f. antheridiis Leonh.[3]
- Nitella flexilis f. brachyphylla T.F.Allen, 1880[2]
- Nitella flexilis f. brevifolia A. Br.[3]
- Nitella flexilis f. brevifolia L.J.Wahlstedt, 1875[2]
- Nitella flexilis f. colombiana L.E.Mora, 1977[2]
- Nitella flexilis f. crassa L.J.Wahlstedt, 1875[2]
- Nitella flexilis f. elongata L.J.Wahlstedt, 1862[2]
- Nitella flexilis f. elongata T.F.Allen, 1880[2]
- Nitella flexilis f. laxa J.Vilhelm, 1914[2]
- Nitella flexilis f. longifolia L.J.Wahlstedt, 1875[2]
- Nitella flexilis f. pusilla L.J.Wahlstedt, 1875[2]
- Nitella flexilis f. subcapitata L.J.Wahlstedt, 1875[2]
- Nitella flexilis f. subcapitata Leonhardi, 1863[2]
- Nitella flexilis f. subnidifica T.F.Allen, 1893[2]
- Nitella flexilis var. crassa A.Braun, 1877[2]
- Nitella flexilis var. nigricans (J.Wallman) L.J.Wahlstedt, 1862[2]
- Nitella flexilis var. nigricans J.Wallman, 1853[2]
- Nitella flexilis var. subcapitata A.Braun, 1857[2]
- Nitella furculata (Reichenbach) C.F.O.Nordstedt, 1863[2]
- Nitella gracilis subsp. havaiensis A.Braun ex A.Braun & C.F.O.Nordstedt, 1882[2]
- Nitella temiscouatae T.F.Allen, 1892[2]

Statut de conservation UICN

LC : Préoccupation mineure
Nitella flexilis, aussi connue sous le nom de Nitelle flexible, est une espèce d’algues d'eau douce de la famille des Characeae.

## Nom vernaculaire
- Nitelle flexible, monde francophone[4]
- Himefurasukomo, Japon[5]
- Smooth stonewort, monde anglophone[2]

## Habitat
L'espèce d'algues vertes Nitella flexilis peuple les étendues d'eau des continents européen, américain, océanien et asiatique.

## Biochimie
Une protéine similaire à la « myosine B » a été identifiée dans les cellules de Nitella flexilis.

## Liste des variétés
Selon NCBI (8 août 2017) :
- variété Nitella flexilis var. bifurcata ;
- variété Nitella flexilis var. flexilis.

Selon World Register of Marine Species (8 août 2017) :
- variété Nitella flexilis var. californica (T.F.Allen) J.C.van Raam, 2010 ;
- variété Nitella flexilis var. dailyana (R.D.Wood) J.C.van Raam, 2010 ;
- variété Nitella flexilis var. flexilis ;
- variété Nitella flexilis var. fryeri J.Groves & G.R.Bullock-Webster, 1919 ;
- variété Nitella flexilis var. longifolia (A.Braun ex Migula) R.D.Wood, 1948 ;
- variété Nitella flexilis var. paucicosta (T.F.Allen) J.C.van Raam, 2010 ;
- forme Nitella flexilis f. atkahensis R.D.Wood, 1962 ;
- forme Nitella flexilis f. nidifica (Hartman ex J.Wallman) R.D.Wood, 1962.